# Amber Rose
Amber Rose Levonchuck (Filadelfia, 21 ottobre 1983) è una modella, attrice e stilista statunitense.

## Biografia
Nasce a Filadelfia, in Pennsylvania il 21 ottobre 1983, da Michael Levonchuck che ha servito nelle forze armate per 20 anni e da Dorothy Rose. Suo padre è di origini irlandesi e italiane e sua madre è di origini capoverdiane e scozzesi. Ha un fratello di nome Antonio Hewlett ed è cresciuta a South Philadelphia.

## Carriera
Amber Rose si è esibita in spettacoli di striptease, usando lo pseudonimo di "Paris", all'età di 15 anni, dopo il divorzio dei suoi genitori per contribuire al bilancio economico della sua famiglia; ha acquisito notorietà dopo aver posato per una pubblicità stampata Louis Vuitton con la linea di Kanye West.
Nel settembre 2009, Rose ha annunciato l'intenzione di lanciare la sua linea di occhiali. Ha sfilato sulla pista alla New York Fashion Week per "Celestino".
Ha inoltre partecipato a numerosi video musicali come Massive Attack della rapper trinidadiana Nicki Minaj, Vacation del rapper Young Jeezy, No Sleep di Wiz Khalifa, You Be Killin' Em di Fabulous, What Them Girls Like di Ludacris e Mask off di Future.
Ha firmato un contratto con l'agenzia di modelle Ford Models dal 2009 al 2010.
Il 10 gennaio 2012 Rose pubblica il suo primo singolo di debutto, Fame, con la partecipazione di Wiz Khalifa, seguito da un secondo singolo intitolato "Loaded", pubblicato il 6 febbraio.
In seguito è comparsa nell'undicesima traccia dell'album del suo ex-marito, Wiz Khalifa, chiamato O.N.I.F.C., intitolata Rise Above con la partecipazione del rapper Tuki Carter e con Pharrell Williams, che hanno prodotto il brano stesso.
Nel 2012, Rose lancia una linea di abbigliamenti con l'amica Priscilla Ono, chiamato Rose & Ono.
È stata gestita da Leticia "Tish" Cyrus, madre della cantante Miley Cyrus, sua amica.
Rose è stata ospite-protagonista in un episodio di Wild 'N Out su MTV2, e ha avuto il ruolo di "MaryWanna" nel film School Dance, che era stato girato dal suo manager, Nick Cannon, nel 2014.

## Vita privata
Comincia a frequentare il rapper Wiz Khalifa dal 2011, e il primo marzo 2012 si fidanzano. Si sposano l'8 luglio 2013. Il loro primo figlio, Sebastian Taylor Thomaz, nasce il 21 febbraio 2013. Rose, Khalifa e il figlio si dividono le case a Los Angeles e Canonsburg in  Pennsylvania.
Rose ha chiesto il divorzio da Khalifa, il 22 settembre 2014, citando differenze inconciliabili e prevede di prendere la custodia del figlio Sebastian.
Ha avuto una relazione con il rapper 21 Savage poi interrotta a marzo 2018.

## Filmografia parziale

### Cinema
- Gang Of Roses 2: Next Generation (2012)
- School Dance (2014)
- Sister Code (2015)
- Zoolander 2 (2015)

### Televisione
- A Haunting (2007)
- Better Off Alone (2008)
- The Hills (The Hills) (2010)
- Running Russel Simmons (2010)
- Selfie (2014)